# Franz Karl Achard
Franz Karl Achard (psáno též Franz Carl nebo François Charles, 28. dubna 1753 Berlín – 20. dubna 1821 Konary) byl pruský chemik, vynálezce postupu průmyslové výroby cukru z cukrové řepy, zakladatel prvního cukrovaru na rafinaci cukru z této suroviny.
Achard pocházel z rodu hugenotských přistěhovalců v Berlíně, jeho otec Max Guillaume Achard byl kazatelem v Berlíně.
Franz Karl Achard studoval fyziku a chemii a roku 1776 se stal členem berlínské Akademie. Tam spolupracoval s Andreasem Sigismundem Marggrafem, který roku 1747 poprvé pomocí lihu chemicky izoloval cukr z kořenů některých řep. I Achard byl činný v oboru agronomie, na vyzvání Fridricha Velikého se od roku 1780 zabýval pěstováním tabáku v Prusku a po Marggrafově smrti roku 1782 po něm převzal místo ředitele fyzikálního oddělení Akademie.
Roku 1782 zakoupil statek v Kaulsdorfu u Berlína a zabýval se na něm pěstěním řepy s co největším obsahem cukru. Od roku 1784 rovněž pokračoval v Marggrafových pokusech s extrakcí cukru z řepy. Z jeho rostlin pocházejí veškeré dnešní odrůdy cukrové řepy. Poté, co byl kaulsdorfský statek zničen požárem (1786), pokračoval Achard s pokusy na statku ve vesnici Französisch-Buchholtz, kde se mu podařilo roku 1798 úspěšně vypracovat průmyslový proces získávání cukru z řepy. Král Fridrich Vilém III. podpořil jeho snahy tím, že 15. ledna 1799 vydal nařízení o pěstování cukrové řepy v Prusku a že finančně vyčerpanému Achardovi poskytl půjčku na hypoteční koupi statku v Konarech ve Slezsku, kde byl vybudován první řepný cukrovar na světě. Ten zahájil pravidelný provoz roku 1801 a roku 1802 poskytl první výtěžky. Achard však neměl podnikatelského ducha, a jak píše jeho životopisec Sieda, byla kunarská továrna nejspíše „skrovný, špatně zařízený podnik, který nedokázal zúročit svůj investiční a provozní kapitál“.
K rozmachu výroby řepného cukru přispěly především napoleonské války a Napoleonem zavedená kontinentální blokáda, která odřízla Evropu od zásob cukrové třtiny. Díky Achardovým žákům se rychle šířila: již roku 1802 vznikl první cukrovar v Čechách, od roku 1811 se šířila ve Francii, kde k jejímu rozšíření přispěl zejména arraský továrník Louis-François-Xavier Crespel-Delisse.
21. března 1807 Achardův cukrovar vyhořel, s podporou státu – který za Acharda umořil i hypotéku na kunarský statek – byl však do roku 1810 obnoven a roku 1812 při něm byla zřízena cukrovarnická škola, jež však krátce před Achardovou smrtí roku 1821 zanikla. Po zrušení kontinentální blokády roku 1813 poptávka po řepném cukru nejprve poklesla, od 30. let 19. století se však pěstování cukrové řepy a řepné cukrovarnictví opět rozvinulo a na evropském kontinentě brzy řepa třtinu vytlačila; jen v Británii převládala třtina dovážená z kolonií a řepařství zde bylo zavedeno až roku 1913.
Achard publikoval výsledky svých pěstitelských i průmyslových pokusů v řadě pojednání, z nichž nejvýznamnější Die europäische Zuckerfabrik aus Runkelrüben vyška roku 1809.

## Dílo
- Der neueste deutsche Stellvertreter des indischen Zuckers oder der Zucker aus Runkelrüben erzeugt, Wien : bey Aloys Doll, 1799 dostupné on-line Archivováno 10. 6. 2020 na Wayback Machine.